# Подосся (Псковський район)
Подосся (рос. Подосьё) — присілок в Псковському районі Псковської області Російської Федерації.
Населення становить 219 осіб. Входить до складу муніципального утворення Логозовська волость.

## Історія
Від 2015 року входить до складу муніципального утворення Логозовська волость.

## Населення
| 2001 | 2002 | 2010 | 2012 |
| ---- | ---- | ---- | ---- |
| 167  | ↗200 | ↗213 | ↗219 |